# مارکوس یونگفیست
مارکوس یونگفیست (انگلیسی: Marcus Ljungqvist؛ زادهٔ ۲۶ اکتبر ۱۹۷۴) دوچرخه‌سوار اهل سوئد است.